# Tayk

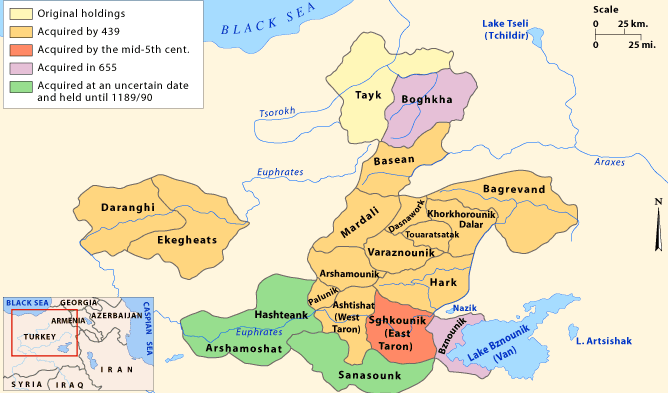
Mappa che mostra la regione di Tayk durante il governo della casa dei Mamkionian.

Nella fonti scritte della storia armena, il termine Tayk (o Tayq - Տայք) viene spesso utilizzato come una pars pro toto riferito alle storiche terre armene nord-occidentali, situate adesso nella Turchia nord-orientale. In senso stretto il termine viene riferito ad una sola provincia. I sinonimi georgiani di Tayk sono "Tao" ("ტაო") (per la provincia) e Tao-Klarjeti (per l'intera regione).

Le quindici province de l'Armenia storica.

La regione del Tayk fu una provincia storica dell'Armenia Superiore, una delle sue 15 ashkars (mondi), costituita di 8 cantoni o distretti:
- Kogh
- Berdats por
- Partizats por
- Tchakatk
- Bokha
- Vokaghe
- Azordats por
- Arsiats por.

La provincia di Tayk comprende contemporaneamente i distretti turchi di Yusufeli (Kiskim) nella provincia di Artvin e Oltu, Olur (Tavusker), Tortum e Çamlıkaya (Hunut) a nord di İspir, nella provincia di Erzurum. Nel suo sud-ovest si trova l'antica regione di Sper. Dopo la prima guerra mondiale, la Armenia e la Georgia rivendicarono la regione, in particolar modo Oltu. Il conflitto fra i due contendenti fece sì che il governo turco vi venisse fermamente ristabilito.